# Hemau
Hemau là một thị trấn nhỏ tại phía nam nước Đức, trong quận Landkreis Regensburg. Thị trấn nằm trên Tangrintel, là một dải đất chạy dài giữa hai con sông Altmühl và Schwarze Laber.
Nó nằm dọc theo đường B8, 28 km về phía tây bắc thành phố Regensburg, 77 km về phía đông nam Nürnberg. Các thị trấn gần nhất cách đó khoảng 5 km là Beratzhausen và Laaber.
Vùng đất bao quanh Hemau đã có người định cư từ thời kỳ tiền La Mã. Các nhà khảo cổ học đã tìm thấy di tích trong hai khu định cư của người Celt (Keltenschanzen) trong những ngôi làng lân cận Laufenthal và Thonlohe. Tên gọi Hemau đã được chứng thực từng là Hembaur vào thế kỷ 9 và Hembur vào thế kỷ 13). Năm 2005, Hemau đã kỷ niệm lần thứ 700 ngày thành lập thị trấn.
Ngày nay, cách tốt nhất để đến Hemau là khởi hành từ xa lộ A3 (quẹo ra Beratzhausen nếu đến từ hướng bắc hoặc quẹo ra Nittendorf nếu đến từ hướng nam). Trạm xe lửa gần nhất là Beratzhausen. Có ba ngôi trường ở thị trấn này: một trường tiểu học (cấp 1), một hauptschule và một realschule (hai kiểu trường trung học cơ sở/cấp 2 hơi khác nhau một chút tại Đức); trường trung học phổ thông (cấp 3) gần nhất ở tại Parsberg.
Hemau tự hào có nhà máy sản xuất năng lượng mặt trời lớn nhất thế giới, mở cửa từ ngày 29 tháng 4 năm 2003.

### Chính quyền Hemau
Phạm vi quản lý hành chính (gemeinde) của thị trấn Hemau là lớn nhất trong toàn quận, bao gồm cả mười ngôi làng xa xôi hẻo lánh, mặc dù bản thân những ngôi làng này không thuộc về thị trấn Hemau.
| - Aichkirchen - Berletzhof - Haag - Hohenschambach - Klingen | - Kollersried - Langenkreith - Laufenthal - Pellndorf - Thonlohe |